# Gunnar Brodin
Gunnar Brodin, född 1 juni 1931 i Ragunda församling i Jämtlands län, död 24 december 2009 i Hedvig Eleonora församling i Stockholm, var en svensk civilingenjör, professor och ämbetsman.

## Biografi
Brodin växte upp i östra Jämtland under den tid då vattenkraften byggdes ut, och uppgav att detta fick honom att bli intresserad av att studera elektroteknik. År 1952 påbörjade han studier i ämnet vid Kungliga Tekniska högskolan (KTH) och 1956 tog han civilingenjörsexamen. Han fortsatte därefter en tid som assistent vid KTH, där han blev teknologie licentiat, och studerade även reglerteknik vid Norges tekniske høgskole i Trondheim. Därefter var han anställd vid Axel Johnsons Institut för industriell forskning 1959–1963 och vid Försvarets forskningsanstalt (FOA) 1963–1970, där han var laborator och arbetade med tröghetsnavigering.
År 1970 återkom Brodin till KTH, där han var professor i elektrisk mätteknik 1970–1981 och rektor 1981–1988. Därefter var han universitetskansler 1988–1992. Åren 1992–1995 var han landshövding i Norrbottens län. 
Brodin arbetade därefter inom Kungliga Hovstaterna. Han utsågs 1995 av kung Carl XVI Gustaf till riksmarskalk, ett ämbete som Brodin innehade fram till 2003. Därefter var Brodin ordenskansler vid Kungl. Maj:ts Orden 2004–2009.
Bland övriga uppdrag kan nämnas det som ordförande för Granskningskommissionen av säkerhetstjänsterna, den så kallade Säkerhetstjänstkommissionen, som bland annat granskade SÄPO och som rapporterade i december 2002 efter tre och ett halvt års utredning. Han var även ordförande för FOA:s styrelse och som ordförande i Hedlunds stiftelse. Han satt också en tid i regeringens industriella och tekniska råd.
Brodin invaldes som ledamot av Kungliga Ingenjörsvetenskapsakademien 1978 och som ledamot av Kungliga Vetenskapsakademien 1988. Han promoverades till teknologie hedersdoktor vid KTH 1989.
Gunnar Brodin är begravd på Skogskyrkogården i Stockholm.